# Het huisje dat verhuisde
Het huisje dat verhuisde (oorspronkelijke Engelse titel: The Little House) is een prentenboek uit 1942 van de Amerikaanse schrijfster Virginia Lee Burton.

## Verhaal
Midden op het platteland bouwt iemand een huisje op de top van een heuvel, en zegt dat dit huisje zo stevig en degelijk is gebouwd dat het nog door de achter-achterkleinkinderen van zijn eigen achter-achterkleinkinderen bewoond zal worden. Het huisje blijft gedurende vele generaties inderdaad staan, maar de omgeving om hem heen verandert steeds meer; de lichtjes van de grote stad komen steeds dichterbij en er worden steeds meer geasfalteerde wegen aangelegd. Uiteindelijk is de landelijke omgeving totaal verdwenen. Het huisje staat – nu onbewoond – midden in de stad tussen torenhoge gebouwen, en met onder zich een metro. Het wordt niet afgebroken.
Op een dag ziet een vrouw die een verre nazaat van de bouwer is het vervallen huisje staan. Ze besluit het van zijn plaats te laten halen en het opnieuw neer te zetten in een landelijke omgeving ver buiten de stad. Ook knapt ze het huisje op, zodat het weer bewoonbaar is. Zo komt de voorspelling aan het begin van het verhaal uit.

## Prijzen
In 1943 won The Little House de Caldecott Medaille. In 1999 en 2007 stond het boek in de top-100 van beste kinderboeken volgens de peiling van de Amerikaanse National Education Association.

## Bewerkingen
The Walt Disney Company maakte in 1952 een korte tekenfilm van het verhaal. Er is ook een audioboek van verschenen.